# Estero Umirpa
El estero Umirpa, a veces quebrada Umirpa o río Achacagua, es un curso de agua intermitente que nace a los pies del portezuelo de Orcutunco (4470 m s. n. m.), ubicado entre el cerro homónimo y el macizo de Anocarire, y desciende con dirección general oeste a través de la Región de Arica y Parinacota hasta desembocar en la ribera derecha del río Vítor o Codpa.
El río Achacagua es el afluente principal del río Codpa.
El mapa de las Fuerzas Armadas de Estados Unidos denomina «quebrada Achacagua» al tramo entre la quebrada de Vítor y el espacio entre los cerros Anocarire y Orcotunco, que el mapa denomina «quebrada de Orcotunco».

## Trayecto
| [[File:01-tacna-arica.jpg\|5000px\|alt={{{Alt\|La quebrada Umirpa en los Mapas Provinciales Atlas Centenario.]] File:01-tacna-arica.jpgLa quebrada Umirpa en los Mapas Provinciales Atlas Centenario. | [[File:Txu-oclc-224571178-se19-10.jpg\|3000px\|alt={{{Alt\|La quebrada Umirpa o «Achacagua» en el mapa de las Fuerzas Armadas de Estados Unidos.]] File:Txu-oclc-224571178-se19-10.jpgLa quebrada Umirpa o «Achacagua» en el mapa de las Fuerzas Armadas de Estados Unidos. |

## Caudal y régimen
Estudios agronómicos de los valles Lluta, Azapa, Vítor y Camarones, han constatado que las fuentes de agua del valle de Vítor son dos: las provenientes de la mencionada quebrada de Vítor, es decir, el estero Umirpa, para el sector precordillerano o Codpa, y las aguas subterráneas extraídas de los pozos en los sectores de Chaca y caleta Vítor. Ambos recursos son menores y permiten solo una agricultura de poca extensión espacial.: 2–6 
En 1945, se midieron, en la estación de avenidas, de enero a abril, un escurrimiento medio mayor a 300 L/s (litros por segundo), de mayo a agosto 200 a 250 L/s, de septiembre a octubre el flujo baja gradualmente desde 130 a 40 L/s, y, en diciembre, llega apenas a 20 L/s. La calidad de las aguas es aceptable según las normas internacionales, pero muy buena comparada con otros ríos y quebradas del norte chileno.: 2–6 

## Historia
Jorge Boonen describió en 1902 el curso de la quebrada de Vítor aguas arriba de Aico:: 120 
Siguiendo el curso de las aguas y después de cruzar el valle de Humirpa [sic] vuelve a presentarse el encajonamiento de la quebrada de Vítor por corto trecho formando sus paredes suaves ondulaciones que adquieren progresivamente mayor relieve hasta rematar en el vallecito de Itiza, punto donde se reúnen las aguas provenientes de las faldas de la sierra que rodea dicho valle, interceptándolo por completo y que al N está marcada por el monte Orcocunco, que se alza a 4500 m de elevación, y al sur por el cerro Anocarire.
Luis Risopatrón lo describe en su Diccionario Jeográfico de Chile (1924):: 111 
Umirpa (Quebrada de). Nace en las vecindades riel portezuelo de Orcotunco, corre hacia el W i forma la parte superior de la quebrada de Vítor, i 16. p. 264 i 269: 134; i 156.

## Población, economía y ecología
Existe un plan de construir un embalse con una capacidad de 18,1 Hm, con un área cubierta de 550 hectáreas que beneficiaría 477 predios de la región.